# Assistant de justice (droit français)
Ne doit pas être confondu avec Auditeur de justice, Juriste assistant, Auxiliaire de justice en France ou Assistant juridique.

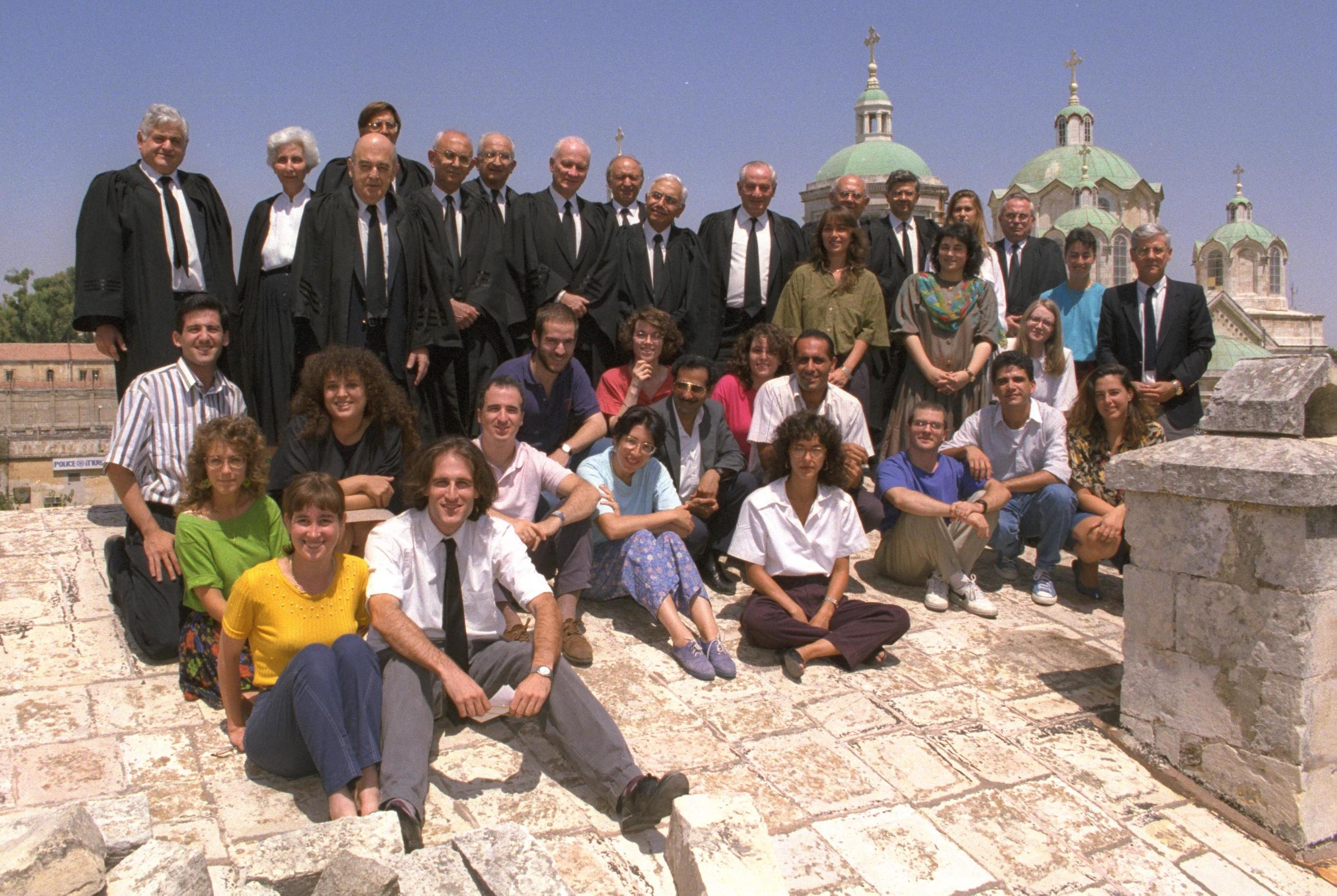
Les juges de la cour suprême et leurs greffiers

En droit français, les assistants de justice sont des agents non titulaires de l'État exerçant leurs fonctions auprès des magistrats des ordres judiciaire et administratif. 
En droit canadien et québécois, on parle plutôt d'auxiliaire juridique ou de personne faisant une cléricature auprès d'un juge,. La common law et le droit américain utilisent le terme « clerc judiciaire » (anglais : judicial clerk).   
Ces jeunes diplômés en droit réalisent des travaux préparatoires sous l’autorité et la responsabilité des magistrats. Ces travaux sont, selon le service où ils sont affectés, la recherche de jurisprudence ou de documentation, la synthèse de dossiers, le traitement du courrier, la rédaction de projets de jugements ou de réquisitoires définitifs. Ils ne disposent cependant d'aucun pouvoir juridictionnel.

## En droit français

### Dans les juridictions de l'ordre judiciaire

#### Recrutement
Les candidats doivent être titulaires d'un diplôme de niveau master sanctionnant une formation juridique (quatre ans d'étude). Leur candidature (lettre de motivation, CV, copie des diplômes et relevés de notes) peut être adressée à tout moment aux chefs de la cour d'appel (premier président et procureur général) du ressort de leur domicile.
Ces fonctions sont le plus souvent exercées par des doctorants en droit et des candidats au concours d'entrée à l'École nationale de la magistrature ou à l'examen d'entrée au Centre de formation professionnelle des avocats. Elles ne peuvent en effet pas être occupées par les membres des professions libérales juridiques et judiciaires ou par les personnes qui sont employées à leur service dans le ressort de la Cour d'appel où ils ont leur domicile professionnel.
Après instruction de la demande (entretien et enquête de moralité), le recrutement est décidé par les chefs de la Cour dans le ressort de laquelle ils ont présenté leur candidature.
Préalablement à leur prise de fonction, les assistants de justice prêtent ainsi serment devant les chefs de la Cour d'appel :
« Je jure de conserver le secret des informations sur les affaires judiciaires ainsi que sur les actes du parquet et des juridictions d’instruction et de jugement dont j’aurai eu connaissance à l’occasion de mes travaux au sein des juridictions. » Ils ne peuvent en aucun cas être relevés de ce serment.
Ils sont en effet soumis aux droits et aux obligations des agents de la Fonction publique ainsi qu'au secret professionnel et à une stricte obligation générale de discrétion sous couvert des peines prévues à l'article 226-13 du Code pénal.

#### Statut
Ils sont recrutés par engagement écrit pour une durée de deux ans, renouvelable deux fois, soit d'une durée totale de 6 ans. Ils sont placés sur décision des chefs de la Cour d'Appel auprès d'un chef de juridiction du ressort qui prononce son affectation (Tribunal judiciaire, Cour d'appel).
L'article 5 du décret no 96-513 du 7 juin 1996 modifié relatif aux assistants de justice dispose que « l'engagement écrit précise sa date d'effet et sa durée, la nature des fonctions exercées, la ou les juridictions d'affectation et les modalités d'organisation du temps de travail. Si l'intérêt du service l'exige, celles-ci peuvent être modifiées au cours de l'exécution de l'engagement. »
L'engagement débute par une période d'essai de trois mois au cours de laquelle il peut y être mis fin sans préavis ni indemnité.
Ces fonctions étant exercées à temps partiel (60 à 80h/mois dans la limite de 720h/an), ils ne peuvent avoir d’autre activité professionnelle sans l'accord des chefs de la Cour d'Appel. Une indemnité d'environ 500 euros à 550 euros nets mensuels leur est attribuée.
Ils bénéficient de congés annuels d'une durée égale à cinq fois leurs obligations hebdomadaires de service effectuées.

#### Terme anticipé et renouvellement du contrat
Avant l'arrivée du terme, il peut être mis fin à l'engagement :
- En cas de faute grave de l'assistant de justice sans préavis ni indemnité de licenciement ;
- Pour un motif autre que disciplinaire entraînant le versement d'une indemnité de licenciement ;
- Par la démission de l'assistant de justice adressée par lettre recommandée moyennant un préavis de quinze jours. Notamment lorsqu'il était candidat à un concours ou examen auquel il a été reçu.

Deux mois avant l'échéance du premier engagement, l'assistant de justice est informé de son éventuel renouvellement. La réponse valant acceptation doit intervenir explicitement dans un délai de quinze jours. Enfin, l'engagement peut désormais être renouvelé une seconde fois dans les mêmes conditions.

### Dans les juridictions de l'ordre administratif
Bien qu'étant fondées par des textes juridiques différents, les dispositions relatives aux assistants de justice auprès de l'ordre administratif sont quasiment similaires à celles relatives à l'ordre judiciaire.
En vertu de l'article L227-1 du Code de justice administrative, peuvent être nommées, en qualité d'assistants de justice auprès des membres du corps des tribunaux administratifs et des cours administratives d'appel, les personnes titulaires d'un diplôme sanctionnant une formation juridique d'une durée au moins égale à quatre années d'études supérieures après le baccalauréat et que leur compétence qualifie particulièrement pour exercer ces fonctions.
Conformément à l'article L122-2 du Code de justice administrative, les conditions sont identiques concernant les assistants de justice nommés au Conseil d'État.
Ces assistants sont nommés pour une durée de deux ans renouvelable deux fois. Ils sont tenus au secret professionnel sous les peines prévues à l'article 226-13 du Code pénal (un an d'emprisonnement et 15 000 euros d'amende).
Le régime relatif aux assistants de justice auprès de l'ordre administratif est précisé aux articles R227-1 à R227-10 du Code de justice administrative.

#### Assistants de justice des juridictions de l'ordre judiciaire
- Article 20 de la Loi n°95-125 du 8 février 1995 relatif aux assistants de justice
- Décret n°96-513 du 7 juin 1996 relatif aux assistants de justice
- Arrêté du 7 juin 1996 fixant le montant de l'indemnité de vacation horaire allouée aux assistants de justice

#### Assistants de justice des juridictions de l'ordre administratif
- Arrêté du 27 février 2003 pris en application de l'article R. 227-10 du code de justice administrative fixant le montant de l'indemnité de vacation horaire allouée aux assistants de justice recrutés au sein du Conseil d'Etat, des cours administratives d'appel et des tribunaux administratifs